# Pizzo del Sole
Il Pizzo del Sole (2.773 m s.l.m., detto anche Pizzo Sole, è una montagna del Massiccio del San Gottardo nelle Alpi Lepontine.

## Descrizione
Si trova nel Canton Ticino (Svizzera). La montagna è collocata tra il Passo del Lucomagno e la Val Leventina.